# أرينزي أونواكو
أرينزي أونواكو (بالإنجليزية: Arinze Onuaku)‏ مواليد 13 يوليو 1987 في ماريلاند، هو لاعب كرة سلة أمريكي بدأ مسيرته الاحترافية في سنة 2011. يبلغ طوله 6 قدم 9 بوصة (2.1 م).

## فرق لعب لها
- نيو أورلينز بيليكانز
- كليفلاند كافالييرز

## إحصائيات المسيرة

### الموسم الاعتيادي للإن بي إيه
| السنة   | الفريق                | لعب | بدأ | دقيقة | ميداني% | ثلاثية | حرة  | ارتداد | صنع | استلاب | تصدي | نقطة |
| ------- | --------------------- | --- | --- | ----- | ------- | ------ | ---- | ------ | --- | ------ | ---- | ---- |
| 2013–14 | نيو أورلينز بيليكانز  | 3   | 0   | 8.3   | .250    | .000   | .500 | 2.3    | 1.0 | .0     | .0   | 1.0  |
| 2013–14 | كليفلاند كافالييرز    | 2   | 0   | 2.5   | .000    | .000   | .000 | .5     | .0  | .0     | .0   | .0   |
| 2014–15 | مينيسيوتا تيمبر وولفز | 6   | 1   | 11.3  | .857    | .000   | .375 | 3.5    | .7  | .2     | .5   | 4.5  |
| المسيرة | المسيرة               | 11  | 1   | 8.9   | .684    | .000   | .400 | 2.6    | .6  | .1     | .3   | 2.7  |

## روابط خارجية
- أرينزي أونواكو على موقع إن بي أي (الإنجليزية)
- أرينزي أونواكو على موقع سبورتس رفرنس (الإنجليزية)
- أرينزي أونواكو على موقع كرة السلة الأوروبية.كوم (الإنجليزية)
- أرينزي أونواكو على موقع كلية كرة السلة في سبورتس رفرنس.كوم (الإنجليزية)
- أرينزي أونواكو على موقع ريلجم (الإنجليزية)
- أرينزي أونواكو على موقع بروبوليرز (الإنجليزية)
- أرينزي أونواكو على موقع سبورتس رفرنس (الإنجليزية)
- أرينزي أونواكو على موقع سبورتس رفرنس (الإنجليزية)